# Эрраис Идальго, Эрминио
Эрминио Эрраис Идальго (исп. Herminio Herraiz Hidalgo; 30 октября 1978, Куэнка) — испанский шахматист, гроссмейстер (2009).

## Карьера
В составе 2-й сборной участник 36-й Олимпиады (2004).